# El Parral
El Parral – gmina w Hiszpanii, w prowincji Ávila, w Kastylii i León, o powierzchni 10,89 km². W 2011 roku gmina liczyła 106 mieszkańców.